# Treceño
Treceño es una villa española del municipio de Valdáliga, perteneciente a la comunidad autónoma de Cantabria. 

## Geografía
La localidad se encuentra situada a 87 m s. n. m. y a 6 kilómetros de distancia de la capital municipal, Roiz.

## Historia
La villa de Treceño se constituyó en ayuntamiento en 1822, pero en 1835 fue integrada en el de Valdáliga, del que la localidad de Treceño fue designada como capital.
Hacia mediados del siglo XIX, la villa, por entonces capital del municipio de Valdáliga, tenía contabilizada una población de 560 habitantes. Aparece descrita en el decimoquinto volumen del Diccionario geográfico-estadístico-histórico de España y sus posesiones de Ultramar de Pascual Madoz con las siguientes palabras:

TRECEÑO: v. en la prov. y dióc. de Santander (9 leg.), part. de San Vicente la Barquera (2), aud. terr. y c. g. de Búrgos (28), ayunt. del valle de Valdaliga, cuya cap. está en este pueblo. sit. en terreno desigual, al E. de Roiz; su clima es bastante sano. Tiene 122 casas; la consistorial y cárcel; escuela de primeras letras á que acuden los niños de algunos pueblos del valle; igl. parr. (Sta. Maria la Mayor) servida por 2 curas de ascenso y presentacion del cabildo de Santillana; 2 ermitas de propiedad particular, y buenas aguas potables. Confina con pueblos del valle y ayunt., cuyo centro próximamente ocupa. El terreno es de buena y mediana calidad. Tiene parte en el famoso monte de Corona y en los de San Vicente el monte, y Caviña, prod.: trigo, maiz, toda clase de legumbres, alguna hortaliga, frutas, y pastos; cria ganados con especialidad vacuno, caza de varios animales. ind.: algunos molinos harineros, y una fáb. de sal, hallándose en las inmediaciones de la v. y la de Cabiedes abundantes pozos salobres, que de tiempo en tiempo se estancan y cenegan por cuenta de la Hacienda nacional. Se celebran dos ferias anuales, el 17 de junio la una, y el mismo dia de noviembre la otra, bastante concurridas de ganado vacuno especialmente, y algunos artículos primarios. pobl.: 119 vec., 560 alm. contr.: con el ayunt. (V. Valdaliga.)
(Madoz, 1849, pp. 137-138)

La capitalidad pasó después a Roiz.

## Geografía humana

### Organización territorial
La entidad singular de población está conformada por los siguientes núcleos de población:
- El Ansar
- La Herrería
- Hualle
- La Molina
- La Plaza
- Requejo
- La Sierra
- El Turujal

### Demografía
En 2023, la entidad singular de población de Treceño tenía empadronados 526 habitantes.

### Comunicaciones
Estación de ferrocarril de Feve, línea Llanes-Santander.

## Personas notables
En esta localidad nació Fray Antonio de Guevara (1480-1545) escritor y eclesiástico español, uno de los más populares del Renacimiento y en el mismo, en el barrio de La Herrería nace Fray Silvestre Vélez de Escalante (1749-1780), "el adelantado de Utah", explorador y misionero franciscano. Fray Silvestre emprendió un viaje misionero con otro franciscano y media docena de soldados, recorriendo en 158 días, 3000 kilómetros en un territorio hostil, describiendo la orografía y geología del Gran Cañón del Colorado casi un siglo antes de que otros lo hicieran. De su proeza quedan testimonios toponímicos como "Villa de Escalante", Desierto de Escalante, y ciudad de Escalante, Utah. Murió en El Parral (México). Después de 220 años  de su muerte, el gobierno de los EE. UU. dedicó con su nombre un Parque Nacional de enormes proporciones en el sur del estado de Utah.
En Treceño también se celebran las ferias de San Bernabé y San Martín, donde en esta última, en el año 2006 se concentraron 1.200 vacas de la raza autóctona llamada tudanca.
- Fray Antonio de Guevara ([Treceño (Cantabria), ca. 1480 - Mondoñedo (Lugo), 3 de abril de 1545]), O.F.M.,  escritor y eclesiástico español, uno de los más populares del Renacimiento.
- Fray Silvestre Vélez de Escalante  ([Treceño (Cantabria), 11.VI.1749 – Santa Fe, Nuevo México (Estados Unidos), 1.XI.1779]), misionero-explorador franciscano, "el adelantado de Utah".
- Manuel Martínez de Caso-López (1854-1931), académico correspondiente de la Real Academia de la Historia.

## Patrimonio
La iglesia de Santa María la Mayor, en el barrio de La Plaza de Treceño, es un templo de una nave de cruz latina, con capillas laterales entre los contrafuertes y cabecera poligonal flanqueada por sacristías. A los pies se sitúa un coro elevado y sobre la capilla mayor se alza la torre de tres pisos. Fue construida a partir de 1738 por Juan Manuel Rubín de Colombres y José Pérez de la Canal, la traza es de Francisco Rubín de Colombres (la erección del templo se realizó a instancias de Sebastián de San Juan Gutiérrez del Horno, indiano natural de la Villa de Treceño, que hizo fortuna en Antequera, Oaxaca, México). Presenta una portada profusamente decorada en arco de medio punto coronado por un frontón partido con una hornacina avenerada. Custodia un retablo mayor churrigueresco contratado en 1739 con el ensamblador de Meruelo Juan Antonio del Mazo Arce.

## Fiestas
San Bernabé, 11 de junio (Feria);

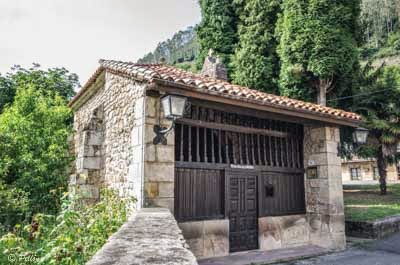

Virgen del Amparo, 2 de julio (Requejo);
Virgen de las Nieves, 5 de agosto;
San Martín, 11 de noviembre (Feria).